# Microcrambus micralis
Microcrambus micralis là một loài bướm đêm trong họ Crambidae.